# فوق كوبري ستانلي (مسرحية)
فوق كوبري ستانلي مسرحية كوميدية بطولة محمد سعد.

## بطولة
محمد سعد
سامي مغاوري
مي سليم
ويزو
طاهر أبو ليلة